# Abborrtjärnen (Kalls socken, Jämtland)
Abborrtjärnen är en sjö i Åre kommun i Jämtland och ingår i Indalsälvens huvudavrinningsområde.